# Adele Paasch

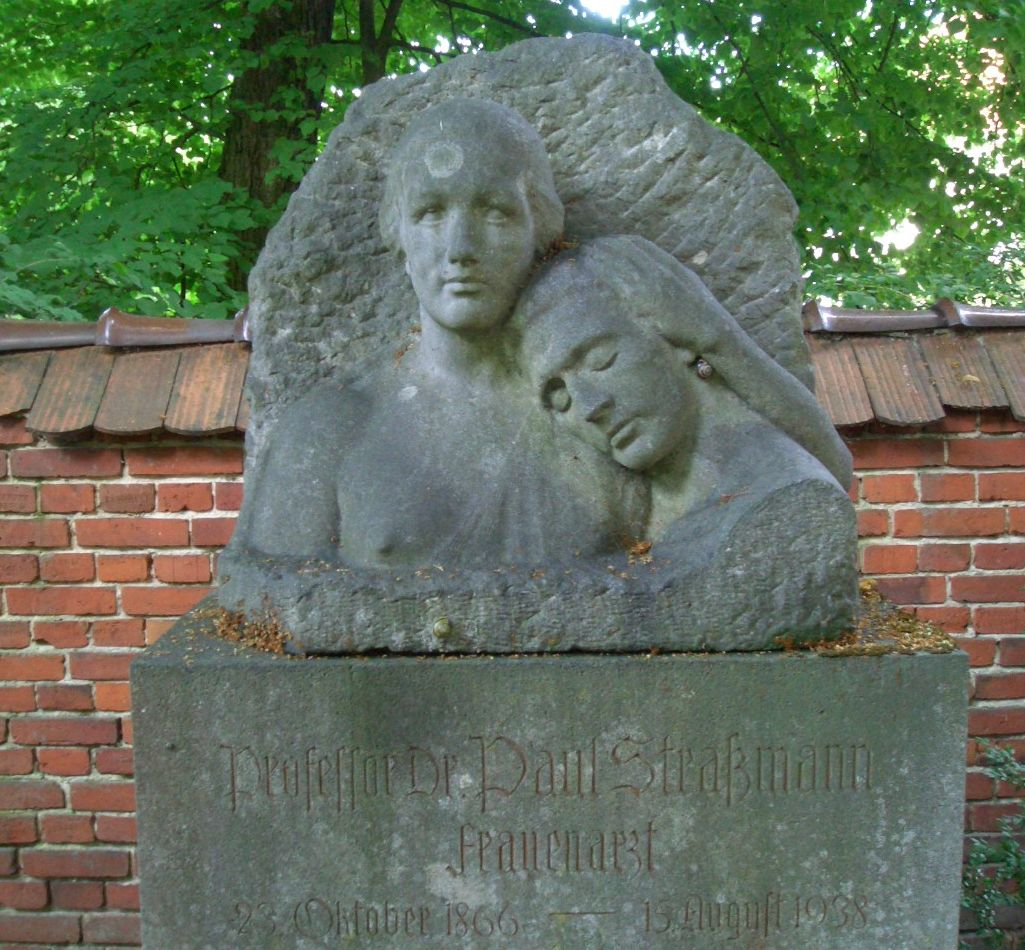
Grabdenkmal für den Gynäkologen Paul Straßmann, Friedhof Wannsee, Lindenstraße

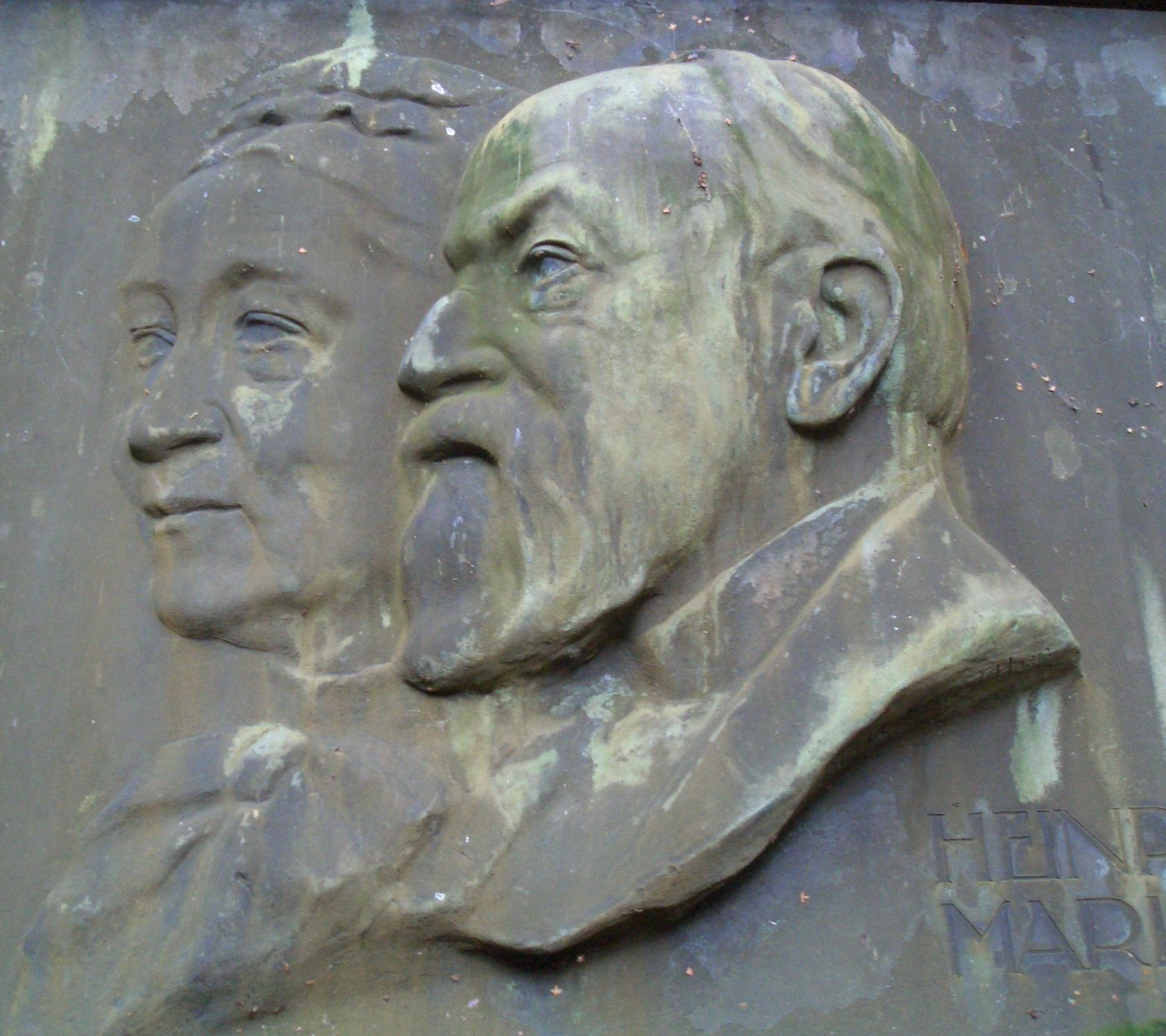
Marie & Heinrich Laehr für das Grabmonument im Laehrschen Privatfriedhof im Schönower Park

Adele Emilie Paasch, geborene Adele Emilie Hillringhaus (* 16. Juni 1868 in Barmen; † 7. Juli 1937 in Potsdam), war eine deutsche Bildhauerin und Medailleurin.

## Leben
Adele Paasch wurde 1868 als Adele Emilie Hillringhaus geboren. An der Berliner Kunstschule studierte sie das Fach Anatomie bei Maximilian Schäfer. Bildhauerunterricht nahm sie in den Ateliers von Robert Toberentz und Rudolf Siemering. Darauf erfolgte eine Spezialisierung auf Porträts, insbesondere Büsten, Medaillenbildnisse und Porträtreliefs.
Im Oktober 1885 heiratete sie den Geheimen Sanitätsrat Richard Paasch und wurde Mutter zweier Kinder. 1910 wohnte die Familie in der Wilhelmstraße 22 Berlin.

## Ausstellungen
1906 beteiligte sich Paasch an der Sonderausstellung „Wuppertaler Künstler“ des Barmer Kunstverein in der Kunsthalle Barmen. 1908 stellte sie auf der Großen Berliner Kunstausstellung die Figurengruppe Sein Weib vor.

## Werke
- 1899: Büste: „Prof. Dr. Werner Körte“
- 1900: Büste: „Verlagsbuchhändler R. Appelius“
- 1901: Büste: „Prof. H. G. Meyer“
- 1901: Büste: „Ingeborg“
- 1903: Büste: „Franz Reuleaux“
- 1904: Büste: „Kinderkopf mit Eidechse“
- 1909: Büste: „Friedrich Körte“ (Vater von Werner Körte)
- 1907: Figurengruppe für die Villa Hügel, Essen
- 1912: Büste: „Dr. Carl Hofmann“
- 1916: Büste: „Carl Reichstein“
- 1922: Büste: „Frau v. O.“
- 0000: Büste: „Bernhard Dernburg“, im Berlin-Museum
- 0000: Büste: „Ignoramus“
- 0000: Grabrelief Laer, Schönower Park Berlin (erhalten)
- 0000: Grab „Prof. Dr. Paul Straßmann“, Neuer Friedhof Wannsee (erhalten)
- 0000: Grabdenkmal für Sanitätsrat August Stenger († 1909) auf dem Friedhof Pankow I (fehlt heute, wie fast der ganze Friedhof; einer der ganz seltenen Hinweise auf bemerkenswerte Grabkunst von Willi Wohlberedt)